# GNU Affero General Public License
La licencia pública general de Affero (en inglés, Affero General Public License, también Affero GPL o AGPL) es una licencia copyleft derivada de la Licencia Pública General de GNU diseñada específicamente para asegurar la cooperación con la comunidad en el caso de software que corra en servidores de red.
La Affero GPL es íntegramente una GNU GPL con una cláusula nueva que añade la obligación de distribuir el código fuente si este se ejecuta para ofrecer servicios a través de una red de ordenadores.
La Free Software Foundation recomienda que el uso de la GNU AGPLv3 sea considerado para cualquier software que usualmente corra sobre una red.

## Introducción
La licencia AGPL fue diseñada para cerrar la evasión de los proveedores de servicios de aplicación a la licencia GPL ordinaria, que no obliga la distribución del código fuente cuando el software licenciado con GPL sea usado para dar un servicio, típicamente aplicaciones web.

## Historia
| Versión                                      | Publicado por                                                | Basada en                                      |
| -------------------------------------------- | ------------------------------------------------------------ | ---------------------------------------------- |
| Affero General Public License, versión 1     | Publicado por Affero, Inc. en marzo del 2002                 | GNU General Public License, versión 2 (GPLv2). |
| GNU Affero General Public License, versión 3 | Publicado por Free Software Foundation en noviembre del 2007 | GNU General Public License, versión 3 (GPLv3). |

La Open Source Initiative aprobó la GNU AGPLv3 como una licencia libre en marzo del 2008 y en noviembre de 2008 se incluye la licencia AGPL en el Sistema Operativo Debian GNU/Linux.

## Compatibilidad con la licenciaGPLv3
Tanto la licencia GPLv3 como la AGPLv3 incluyen una cláusula, que es la número 13 en cada una de ellas, que permite la compatibilidad mutua de ambas. Esta cláusula permite explícitamente la convivencia de ambas licencias y el programa que surge como combinación, mantiene las restricciones de uso y distribución sobre redes especificados en la AGPLv3.